# Hinojosa de Duero
Hinojosa de Duero település Spanyolországban, Salamanca tartományban. Hinojosa de Duero Saucelle, Bermellar, Lumbrales, La Redonda, Sobradillo, La Fregeneda, Freixo de Espada à Cinta és Figueira de Castelo Rodrigo községekkel határos. Lakosainak száma 577 fő (2024).

## Népesség
A település népessége az elmúlt években az alábbi módon változott:
| Lakosok száma | 827  | 788  | 762  | 747  | 720  | 726  | 691  | 659  | 612  | 577  |
|               | 2001 | 2004 | 2007 | 2009 | 2012 | 2014 | 2017 | 2019 | 2022 | 2024 |